# Stadlau (métro de Vienne)
Stadlau (en allemand : U-Bahn-Station Stadlau) est une station de la ligne U2 du métro de Vienne. Elle est située au-dessus de la Hans-Mayr-Platz, sur le territoire du XXIIe arrondissement Donaustadt, à Vienne en Autriche.
Mise en service en 2010, elle est desservie par les rames de la ligne U2 du métro de Vienne, qui depuis le 28 mai 2021 ont pour terminus ouest provisoire Schottentor, avant l'ouverture du prolongement de la ligne prévu de 2028 à 2032. Elle est en correspondance directe avec la gare de Vienne-Stadlau dont elle partage un accès.

## Situation sur le réseau

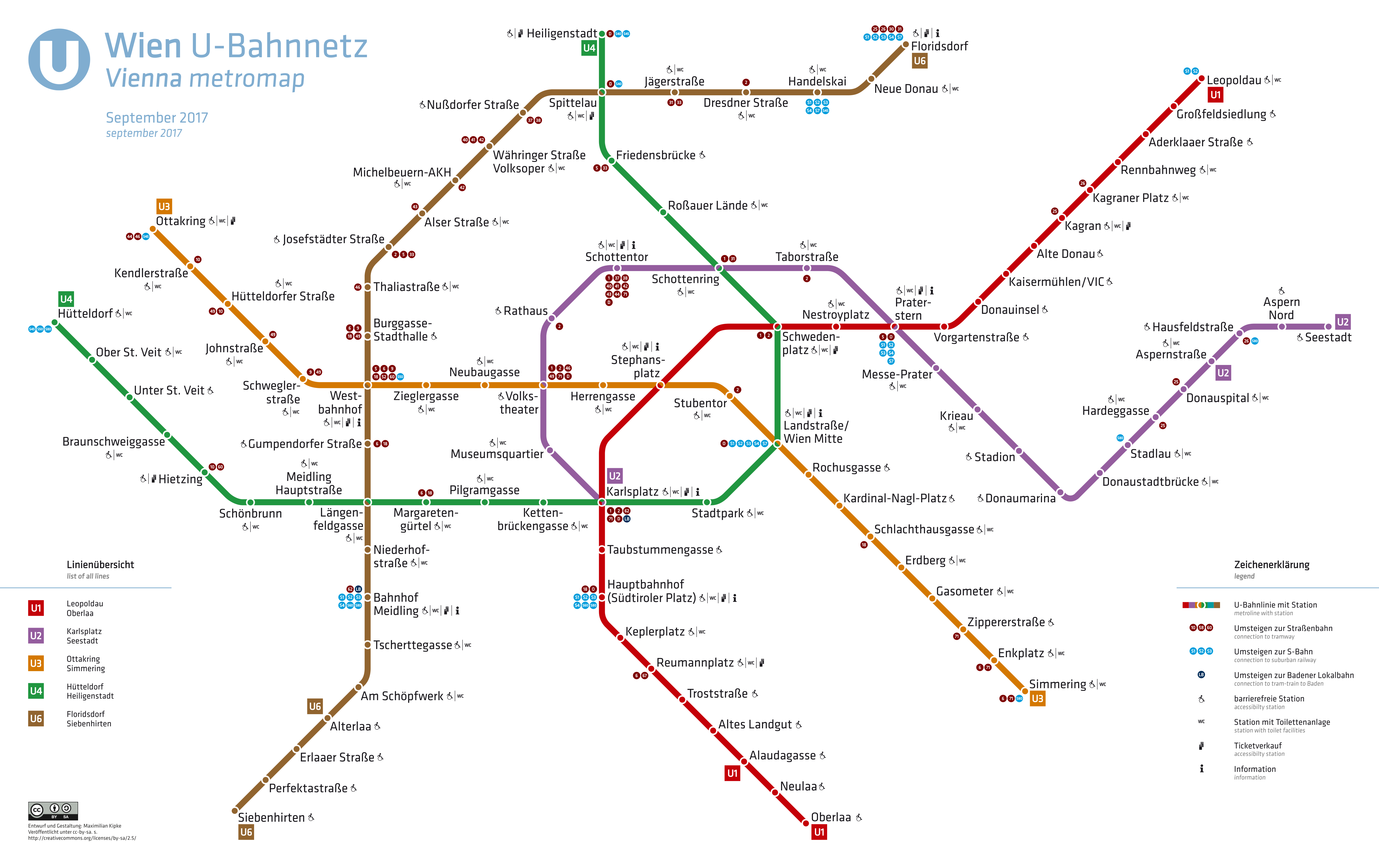
Plan du métro (2017).

Établie en aérien, Stadlau est une station de passage de la ligne U2 du métro de Vienne : elle est située entre la station Hardeggasse, en direction du terminus est Seestadt, et la station Donaustadtbrücke, en direction du terminus ouest Schottentor.
Elle dispose d'un quai central encadré par les deux voies de la ligne. Elle croise en passant par-dessus les voies de la gare de Vienne-Stadlau.

## Histoire
La station Stadlau est mise en service le 2 octobre 2010, lors de l'ouverture à l'exploitation du prolongement de Stadion à Aspernstrasse.
Le 28 mai 2021, la ligne est modifiée, son terminus est reste Seestadt mais son terminus ouest devient provisoirement Schottentor, après la fermeture pour travaux de la section de Schottentor à Karlsplatz. Ceci ayant lieu dans le cadre du réaménagement de cette portion de ligne et des stations pour son intégration dans la nouvelle ligne U5 automatique et la construction d'un nouveau prolongement de la ligne U2 dont l'ouverture programmée s'échelonne de 2028 à 2032,.